# Stazione di Neuwirtshaus-Porscheplatz
La stazione di Neuwirtshaus-Porscheplatz è una stazione S-Bahn nel distretto di Zuffenhausen a Stoccarda.
La stazione si trova a pochi metri dalla catena di assemblaggio Porsche e dal Porsche Museum.

## Movimento
La stazione è servita dalla linea S6/S60 della S-Bahn.